# Каменово (аэродром)
Ка́меново — аэродром, расположенный в 1.3 км к северу от деревни Каменово в Камешковском районе Владимирской области России.

## История
Создан как площадка АХР в конце 1970-х — начале 1980-х.
Был заброшен в 1990-х.
Восстановлен как аэродром СЛА в 2010-х

## Парк воздушных судов
Базируются 3 самолета(2019) спортивно-технического клуба «Штурман»

## Инфраструктура
Ангар для техники, 6 коттеджей, баня, зона барбекю.

## Показатели деятельности
Проводятся регулярные чемпионаты Воздушно-инженерной Школы
В 2016 году прошел чемпионат, организованный клубом «Штурман»
Работает авиамодельный кружок.